# Vikash Dhorasoo
Vikash Dhorasoo (født 10. oktober 1973 i Harfleur, Frankrig) er en pensioneret fransk fodboldspiller, der spillede som midtbanespiller hos adskillige Ligue 1-klubber, men med størst succes hos Olympique Lyon. Han opnåede desuden 18 kampe for Frankrigs landshold.

## Klubkarriere
Dhorasoo startede sin seniorkarriere i 1993 i Le Havre AC, hvor han spillede sine første fem professionelle år, inden han i 1998 skrev kontrakt med storklubben Olympique Lyon. Her var, kun afbrudt af et et-årigt ophold hos Girondins Bordeaux, tilknyttet frem til 2004 og var med til at vinde to mesterskaber med klubben.
I 2004 blev Dhorasoo solgt til den italienske traditionsklub AC Milan, som han spillede for en enkelt sæson. Han var med til at spille klubben frem til finalen i Champions League, der dog blev tabt til engelske Liverpool F.C.
Dhorasoo flyttede herefter tilbage til Frankrig hvor han spillede en enkelt sæson i hovedstadsklubben Paris Saint-Germain, inden han afsluttede sin karriere i AS Livorno.

## Landshold
Dhorasoo nåede gennem sin karriere at spille 18 kampe for det franske landshold, som han debuterede for i et opgør mod Ukraine den 27. marts 1999. Han blev af landstræner Raymond Domenech udtaget til VM i 2006 i Tyskland, hvor holdet nåede finalen.

## Titler
Ligue 1
- 2003 og 2004 med Olympique Lyon

Coupe de France
- 2006 med Paris Saint-Germain

Fransk Liga Cup
- 2001 med Olympique Lyon
- 2002 med Girondins Bordeaux